# Consorti dei sovrani del regno delle Due Sicilie

Bandiera reale delle Due Sicilie (1829–1861)

Il seguente è un elenco delle consorti dei sovrani del Regno delle Due Sicilie. 

## Storia
Joachim Murat fu il primo re a governare un regno che fu chiamato "Due Sicilie" per effetto dell'Editto di Bayonne, nel 1808, anche se controllava solo la terraferma, non avendo mai governato il Regno di Sicilia dove il suo rivale Borbone era fuggito da Napoli rifugiandosi a Palermo.
Dopo il Congresso di Vienna, il titolo di re del regno delle Due Sicilie fu adottato da Ferdinando IV di Napoli, quando nel dicembre 1816 il Regno di Napoli ed il Regno di Sicilia furono unificati, visto che questi era re sia di Napoli che della Sicilia. 

## Regina consorte delle Due Sicilie

### Murat 1806-1815
| Immagine | Nome               | Padre                              | Nascita       | Matrimonio      | Divenne Consorte                | Cessò di essere Consorte             | Morte          | Coniuge    |
| -------- | ------------------ | ---------------------------------- | ------------- | --------------- | ------------------------------- | ------------------------------------ | -------------- | ---------- |
|          | Carolina Bonaparte | Carlo Maria Buonaparte (Bonaparte) | 25 marzo 1782 | 20 gennaio 1800 | 1 agosto 1808 ascesa del marito | 3 maggio 1815 deposizione del marito | 18 maggio 1839 | Gioacchino |

### Borbone delle Due Sicilie 1816-1861
Dopo la morte della regina Maria Carolina nel 1814, Ferdinando I delle Due Sicilie si risposò una seconda volta il 27 novembre dello stesso anno, in nozze morganatiche, con Lucia Migliaccio, duchessa di Floridia. Proprio per il fatto che il matrimonio fosse morganatico, Lucia non divenne mai regina consorte delle Due Sicilie.
| Immagine | Nome                     | Padre                                                | Nascita          | Matrimonio       | Divenne consorte                 | Cessò di essere consorte             | Morte             | Coniuge       |
| -------- | ------------------------ | ---------------------------------------------------- | ---------------- | ---------------- | -------------------------------- | ------------------------------------ | ----------------- | ------------- |
|          | Maria Isabella di Spagna | Carlo IV di Spagna (Borbone-Spagna)                  | 6 luglio 1789    | 6 luglio 1802    | 4 gennaio 1825 ascesa del marito | 8 novembre 1830 morte del marito     | 13 settembre 1848 | Francesco I   |
|          | Maria Cristina di Savoia | Vittorio Emanuele I di Savoia (Savoia)               | 14 novembre 1812 | 21 novembre 1832 | 21 novembre 1832                 | 21 gennaio 1836                      | 21 gennaio 1836   | Ferdinando II |
|          | Maria Teresa d'Austria   | Carlo, arciduca d'Austria (Asburgo-Lorena)           | 31 luglio 1816   | 27 gennaio 1837  | 27 gennaio 1837                  | 22 maggio 1859 morte del marito      | 8 agosto 1867     | Ferdinando II |
|          | Maria Sofia di Baviera   | Massimiliano Giuseppe, duca in Baviera (Wittelsbach) | 4 ottobre 1841   | 3 febbraio 1859  | 22 maggio 1859 ascesa del marito | 20 marzo 1861 deposizione del marito | 19 gennaio 1925   | Francesco II  |

Nel 1860 il Regno delle Due Sicilie fu invaso con la spedizione dei Mille e nel 1861 completamente conquistato dai Savoia e annesso al neo costituito Regno d'Italia.

## Consorti dei pretendenti al trono delle Due Sicilie

### Capo della Casata Reale delle Due Sicilie, 1861-1960
| Immagine | Nome                               | Padre                                                        | Nascita        | Matrimonio      | Divenne Consorte                     | Cessò di essere Consorte          | Morte             | Coniuge                                   |
| -------- | ---------------------------------- | ------------------------------------------------------------ | -------------- | --------------- | ------------------------------------ | --------------------------------- | ----------------- | ----------------------------------------- |
|          | Maria Sofia di Baviera             | Massimiliano Giuseppe, duca in Baviera (Wittelsbach)         | 4 ottobre 1841 | 3 febbraio 1859 | 20 marzo 1861 deposizione del marito | 27 dicembre 1894 morte del marito | 19 gennaio 1925   | Francesco II                              |
|          | Maria Antonietta delle Due Sicilie | Francesco di Borbone, conte di Trapani (Borbone-Due Sicilie) | 16 marzo 1851  | 8 giugno 1868   | 27 dicembre 1894 ascesa del marito   | 26 maggio 1934 morte del marito   | 12 settembre 1938 | Principe Alfonso, conte di Caserta        |
|          | Maria Ludovica di Baviera          | Ludovico III di Baviera (Wittelsbach)                        | 6 luglio 1872  | 31 maggio 1897  | 26 maggio 1934 ascesa del marito     | 10 giugno 1954                    | 10 giugno 1954    | Principe Ferdinando Pio, duca di Calabria |

Nel 1960 la guida del Casato dei Borbone-Due Sicilie divenne contestata da due rami Borbone differenti, quello spagnolo e quello francese .

### Capi della Real Casa delle Due Sicilie (contestato)

#### Ramo Franco-napoletano, 1960-oggi
| Immagine | Nome                        | Padre                                                  | Nascita           | Matrimonio        | Divenne Consorte                 | Cessò di essere Consorte       | Morte          | Coniuge                             |
| -------- | --------------------------- | ------------------------------------------------------ | ----------------- | ----------------- | -------------------------------- | ------------------------------ | -------------- | ----------------------------------- |
|          | Maria Carolina Zamoyska     | Andrzej Przemysław Zamoyski, Conte Zamoyski (Zamoyski) | 22 settembre 1896 | 12 settembre 1923 | 7 gennaio 1960 ascesa del marito | c. 1966 abdicazione del marito | 9 maggio 1968  | Principe Ranieri, duca di Castro    |
|          | Chantal de Chevron-Villette | Joseph-Pierre de Chevron, Conte de Villette (Chevron)  | 10 gennaio 1925   | 23 luglio 1949    | c. 1966 ascesa del marito        | 24 maggio 2005                 | 24 maggio 2005 | Principe Ferdinando, duca di Castro |
|          | Camilla Crociani            | Camillo Crociani                                       | 5 aprile 1971     | 31 ottobre 1998   | 20 marzo 2008 ascesa del marito  | in carica                      | -              | Principe Carlo, duca di Castro      |

#### Ramo Spagnolo-napoletano, 1960–oggi
| Immagine | Nome                        | Padre                                     | Nascita          | Matrimonio     | Divenne Consorte                 | Cessò di essere Consorte         | Morte         | Coniuge                           |
| -------- | --------------------------- | ----------------------------------------- | ---------------- | -------------- | -------------------------------- | -------------------------------- | ------------- | --------------------------------- |
|          | Alice di Borbone-Parma      | Elia di Borbone-Parma (Borbone-Parma)     | 13 novembre 1917 | 16 aprile 1936 | 7 gennaio 1960 ascesa del marito | 3 febbraio 1964 morte del marito | 28 marzo 2017 | Infante Alfonso, Duca di Calabria |
|          | Anna d'Orléans              | Enrico, Conte di Parigi (Borbone-Orléans) | 4 dicembre 1938  | 12 maggio 1965 | 12 maggio 1965                   | 5 ottobre 2015 morte del marito  | -             | Infante Carlo, duca di Calabria   |
|          | Sofía Landaluce y Melgarejo | José Manuel Landaluce y Domínguez         | 23 novembre 1973 | 30 marzo 2001  | 5 October 2015 ascesa del marito | in carica                        | -             | Principe Pietro, duca di Calabria |